# Gran Premio de Alemania de Motociclismo de 1984
El Gran Premio de Alemania de Motociclismo de 1984 fue la quinta prueba de la temporada 1984 del Campeonato Mundial de Motociclismo. El Gran Premio se disputó el 27 de mayo de 1984 en el Nürburgring.

## Resultados 500 cc
En la categoría reina, el estadounidense Freddie Spencer obtiene el segundo éxito de la temporada, por delante del líder de la clasificación Eddie Lawson y de Randy Mamola. La clasificación general continúa siendo liderada por Lawson, seguido del francés Raymond Roche y de sus compatriotas Spencer y Mamola.
| Pos.     | Piloto              | Equipo     | Tiempo     | Pts. |
| -------- | ------------------- | ---------- | ---------- | ---- |
| 1        | Freddie Spencer     | Honda      | 52.37.98   | 15   |
| 2        | Eddie Lawson        | Yamaha     | 52.53.93   | 12   |
| 3        | Randy Mamola        | Honda      | 53.19.93   | 10   |
| 4        | Ron Haslam          | Honda      | 53.29.75   | 8    |
| 5        | Raymond Roche       | Honda      | 53.41.06   | 6    |
| 6        | Franco Uncini       | Suzuki     | 53.45.86   | 5    |
| 7        | Virginio Ferrari    | Yamaha     | 53.57.07   | 4    |
| 8        | Keith Huewen        | Honda      | 54.03.67   | 3    |
| 9        | Boet van Dulmen     | Suzuki     | 54.09.09   | 2    |
| 10       | Barry Sheene        | Suzuki     | 54.16.78   | 1    |
| 11       | Steve Parrish       | Yamaha     | 1 vuelta   |      |
| 12       | Massimo Broccoli    | Honda      | 1 vuelta   |      |
| 13       | Rob Punt            | Suzuki     | 1 vuelta   |      |
| 14       | Fabio Biliotti      | Honda      | 1 vuelta   |      |
| 15       | Leandro Becheroni   | Suzuki     | 1 vuelta   |      |
| 16       | Lorenzo Ghiselli    | Suzuki     | 1 vuelta   |      |
| 17       | Henk van der Mark   | Honda      | 1 vuelta   |      |
| 18       | Franck Gross        | Honda      | 1 vuelta   |      |
| 19       | Christian Le Liard  | Chevallier | 1 vuelta   |      |
| 20       | Walter Migliorati   | Suzuki     | 1 vuelta   |      |
| 21       | Paolo Ferretti      | Suzuki     | 1 vuelta   |      |
| 22       | Chris Guy           | Suzuki     | 2 vueltas  |      |
| 23       | Brett Hudson        | Suzuki     | 2 vueltas  |      |
| 24       | Henk de Vries       | Suzuki     | 2 vueltas  |      |
| 25       | Manfred Fischer     | Juchem     | 2 vueltas  |      |
| 26       | Børge Nielsen       | Suzuki     | 2 vueltas  |      |
| 27       | Hartmut Müller      | Suzuki     | 3 vueltas  |      |
| 28       | Wolfgang Schwarz    | Honda      | 3 vueltas  |      |
| 29       | Marco Papa          | Honda      | 14 vueltas |      |
| Ret      | Reinhold Roth       | Honda      | Ret        |      |
| Ret      | Didier de Radiguès  | Honda      | Ret        |      |
| Ret      | Peter Sjöström      | Suzuki     | Ret        |      |
| Ret      | Sergio Pellandini   | Suzuki     | Ret        |      |
| Ret      | Lothar Spiegler     | Suzuki     | Ret        |      |
| Ret      | Claude Arciero      | Honda      | Ret        |      |
| Ret      | Louis-Luc Maisto    | Honda      | Ret        |      |
| Ret      | Rolf Aljes          | Juchem     | Ret        |      |
| Ret      | Wolfgang von Muralt | Suzuki     | Ret        |      |
| Ret      | Robert McElnea      | Suzuki     | Ret        |      |
| Ret      | Gustav Reiner       | Suzuki     | Ret        |      |
| Ret      | Klaus Klein         | Suzuki     | Ret        |      |
| Sources: |                     |            |            |      |

## Resultados 250 cc
En el cuarto de litro, segundo triunfo consecutivo del francés Christian Sarron que llegó por delante de los alemanes Martin Wimmer y Manfred Herweh. En la clasificación general, Sarron sigue líder mientras que el español Sito Pons y el alemán Anton Mang son segundo y tercero respectivamente.
| Pos. | Piloto                 | Moto       | Tiempo    | Pts. |  |
| ---- | ---------------------- | ---------- | --------- | ---- |  |
| 1    | Christian Sarron       | Yamaha     | 46.12.07  | 15   |  |
| 2    | Martin Wimmer          | Yamaha     | 45.12.20  | 12   |  |
| 3    | Manfred Herweh         | Rotax      | 46.12.42  | 10   |  |
| 4    | Anton Mang             | Yamaha     | 46.28.12  | 8    |  |
| 5    | Carlos Lavado          | Yamaha     | 46.28.35  | 6    |  |
| 6    | Wayne Rainey           | Yamaha     | 46.29.18  | 5    |  |
| 7    | Alan Carter            | Yamaha     | 46.45.04  | 4    |  |
| 8    | Jacques Cornu          | Yamaha     | 46.45.16  | 3    |  |
| 9    | Thierry Espié          | Chevallier | 46.52.74  | 2    |  |
| 10   | Jean-Michel Mattioli   | Chevallier | 47.11.93  | 1    |  |
| 11   | Loris Reggiani         | Kawasaki   | 47.17.22  |      |  |
| 12   | Mario Rademeyer        | Yamaha     | 47.21.30  |      |  |
| 13   | Teruo Fukuda           | Yamaha     | 47.38.42  |      |  |
| 14   | Hervé Guilleux         | Yamaha     | 1 vuelta  |      |  |
| 15   | Guy Bertin             | MBA        | 1 vuelta  |      |  |
| 16   | Massimo Matteoni       | Yamaha     | 1 vuelta  |      |  |
| 17   | Davide Tardozzi        | Yamaha     | 1 vuelta  |      |  |
| 18   | Manfred Obinger        | Yamaha     | 1 vuelta  |      |  |
| 19   | Eilert Lundstedt       | Yamaha     | 1 vuelta  |      |  |
| 20   | Bruno Lüscher          | Yamaha     | 1 vuelta  |      |  |
| 21   | Siegfried Minich       | Yamaha     | 1 vuelta  |      |  |
| 22   | Stéphane Mertens       | Yamaha     | 1 vuelta  |      |  |
| 23   | Mar Schouten           | Yamaha     | 1 vuelta  |      |  |
| 24   | Martin Füg             | Rotax      | 1 vuelta  |      |  |
| 25   | Karl-Thomas Grässel    | Römer      | 1 vueltas |      |  |
| 26   | Vincenzo Cascino       | Yamaha     | 2 vueltas |      |  |
| 27   | David Floyd Busby      | Rotax      | 3 vueltas |      |  |
| Ret  | Jean-François Baldé    | Pernod     | Ret       |      |  |
| Ret  | Fausto Ricci           | Yamaha     | Ret       |      |  |
| Ret  | Harald Eckl            | Rotax      | Ret       |      |  |
| Ret  | Bodo Schmidt           | Honda      | Ret       |      |  |
| Ret  | Richard Hubin          | Yamaha     | Ret       |      |  |
| Ret  | Gabriel Gabria         | Yamaha     | Ret       |      |  |
| Ret  | Graham Young           | Rotax      | Ret       |      |  |
| Ret  | Roland Freymond        | Yamaha     | Ret       |      |  |
| Ret  | Donnie Robinson        | Yamaha     | Ret       |      |  |
| Ret  | Sito Pons              | Yamaha     | Ret       |      |  |
| Ret  | Patrick Fernandez      | Bartol     | Ret       |      |  |
| Ret  | Donnie McLeod          | Yamaha     | Ret       |      |  |
| Ret  | Ivan Palazzese         | Yamaha     | Ret       |      |  |
| Ret  | Jean-Louis Guignabodet | Yamaha     | Ret       |      |  |
| Ret  | Tony Head              | Rotax      | Ret       |      |  |
| Ret  | Jacques Bolle          | Pernod     | Ret       |      |  |
| Ret  | Hans Becker            | Yamaha     | Ret       |      |  |

## Resultados 125 cc
En el octavo de litro, continúa el dominio del piloto español Ángel Nieto que ha vencido todas los Grandes Premios disputados hasta el momento. Los italianos Luca Cadalora y Eugenio Lazzarini fueron segundo y tercero respectivamente.
| Pos. | Piloto                 | Moto    | Tiempo    | Pts. |
| ---- | ---------------------- | ------- | --------- | ---- |
| 1    | Ángel Nieto            | Garelli | 44.44.96  | 15   |
| 2    | Luca Cadalora          | MBA     | 44.45.69  | 12   |
| 3    | Eugenio Lazzarini      | Garelli | 44.45.86  | 10   |
| 4    | Fausto Gresini         | MBA     | 44.46.34  | 8    |
| 5    | August Auinger         | MBA     | 44.47.71  | 6    |
| 6    | Jean-Claude Selini     | MBA     | 45.35.83  | 5    |
| 7    | Giuseppe Ascareggi     | MBA     | 45.36.68  | 4    |
| 8    | Johnny Wickström       | MBA     | 45.36.88  | 3    |
| 9    | Bruno Kneubühler       | MBA     | 45.44.91  | 2    |
| 10   | Lucio Pietroniro       | MBA     | 45.45.48  | 1    |
| 11   | Olivier Liégeois       | MBA     | 45.45.62  |      |
| 12   | Stefano Caracchi       | MBA     | 45.57.16  |      |
| 13   | Gerhard Waibel         | MBA     | 46.01.71  |      |
| 14   | Helmut Lichtenberg     | MBA     | 46.27.33  |      |
| 15   | Boy van Erp            | MBA     | 46.40.83  |      |
| 16   | Alojz Pavlič           | MBA     | 1 vueltas |      |
| 17   | Peter Sommer           | MBA     | 1 vueltas |      |
| 18   | Robert Hmeljak         | MBA     | 1 vueltas |      |
| 19   | Dirk Hafeneger         | MBA     | 1 vueltas |      |
| 20   | Peter Baláž            | MBA     | 2 vueltas |      |
| 21   | Horst Elsenheimer      | MBA     | 6 vueltas |      |
| Ret  | Domenico Brigaglia     | MBA     | Ret       |      |
| Ret  | Henk van Kessel        | MBA     | Ret       |      |
| Ret  | Willi Hupperich        | MBA     | Ret       |      |
| Ret  | Pablo Chambertini      | MBA     | Ret       |      |
| Ret  | Stefan Schmitt         | MBA     | Ret       |      |
| Ret  | Mike Leitner           | MBA     | Ret       |      |
| Ret  | Willy Pérez            | MBA     | Ret       |      |
| Ret  | Tony Smith             | Casal   | Ret       |      |
| Ret  | Hans Müller            | MBA     | Ret       |      |
| Ret  | Thomas Weickardt       | MBA     | Ret       |      |
| Ret  | Jacky Hutteau          | MBA     | Ret       |      |
| Ret  | Beat Sidler            | MBA     | Ret       |      |
| Ret  | Bady Hassaine          | MBA     | Ret       |      |
| Ret  | Chris Baert            | MBA     | Ret       |      |
| Ret  | Maurizio Vitali        | MBA     | Ret       |      |
| Ret  | Neil Robinson          | MBA     | Ret       |      |
| Ret  | Joe Genoud             | MBA     | Ret       |      |
| Ret  | Tony Head              | MBA     | Ret       |      |
| Ret  | Ezio Gianola           | MBA     | Ret       |      |
| Ret  | Wilhelm Lücke          | MBA     | Ret       |      |
| Ret  | Thomas Møller-Pedersen | MBA     | Ret       |      |
| Ret  | Hubert Abold           | MBA     | Ret       |      |

## Resultados 80 cc
En la categoría de la menor cilindrada, el piloto suizo Stefan Dörflinger obtiene el segundo triunfo consecutivo. El italiano Pier Paolo Bianchi y el alemán Gerhard Waibel completaron el podio. En la clasificación general, Bianchi continúa al frente con cuatro puntos de ventaja sobre Dörflinger.
| Pos. | Piloto               | Moto       | Tiempo    | Pts. |
| ---- | -------------------- | ---------- | --------- | ---- |
| 1    | Stefan Dörflinger    | Zündapp    | 37.12.77  | 15   |
| 2    | Pier Paolo Bianchi   | Huvo-Casal | 37.23.44  | 12   |
| 3    | Gerhard Waibel       | Real       | 37.28.90  | 10   |
| 4    | Hubert Abold         | Zündapp    | 38.02.00  | 8    |
| 5    | Willem Heykoop       | Huvo-Casal | 38.23.93  | 6    |
| 6    | Peter Looijesteijn   | Casal      | 39.15.09  | 5    |
| 7    | Serge Julin          | Casal      | 39.27.19  | 4    |
| 8    | Zdravko Matulja      | Tomos      | 1 vuelta  | 3    |
| 9    | Reinhard Koberstein  | Seel       | 1 vuelta  | 2    |
| 10   | Bernd Rossbach       | Casal      | 1 vuelta  | 1    |
| 11   | Bertus Grinwis       | Casal      | 1 vuelta  |      |
| 12   | Otto Machinek        | Kreidler   | 1 vuelta  |      |
| 13   | Paul Rimmelzwaan     | Harmsen    | 1 vuelta  |      |
| 14   | Tony Smith           | Casal      | 1 vuelta  |      |
| 15   | Chris Baert          | Eberhardt  | 1 vuelta  |      |
| 16   | Johann Auer          | Eberhardt  | 1 vuelta  |      |
| 17   | Bert Smit            | BZ         | 2 vueltas |      |
| 18   | Thomas Engl          | Sachs      | 2 vueltas |      |
| 19   | Jos van Dongen       | Sachs      | 2 vueltas |      |
| Ret  | Mika-Sakari Komu     | Eberhardt  | Ret       |      |
| Ret  | Hans Müller          | Sachs      | Ret       |      |
| Ret  | Jorge Martínez Aspar | Derbi      | Ret       |      |
| Ret  | Hans Spaan           | Casal      | Ret       |      |
| Ret  | Eico Rispens         | Ripens     | Ret       |      |
| Ret  | Gerhard Bauer        | Ziegler    | Ret       |      |
| Ret  | Theo Timmer          | Casal      | Ret       |      |
| Ret  | Reiner Scheidhauer   | Seel       | Ret       |      |
| Ret  | Hans Koopman         | Kreidler   | Ret       |      |
| Ret  | Hans-Jürgen Hummel   | Hummel     | Ret       |      |
| Ret  | Reiner Koster        | Casal      | Ret       |      |
| Ret  | Inge Arends          | Jas        | Ret       |      |
| Ret  | Kasimir Rapczynski   | Kreidler   | Ret       |      |
| Ret  | Günter Schirnhofer   | Honda      | Ret       |      |